# Gwenaël Berthet
Gwenaël Berthet (Vannes, 4 de agosto de 1970) es un deportista francés que compitió en vela en la clase 470. Su hermano Jean-François también compitió en vela.
Ganó una medalla de plata en el Campeonato Mundial de 470 de 1993 y una medalla de bronce en el Campeonato Europeo de 470 de 1989. Participó en los Juegos Olímpicos de Atlanta 1996, ocupando el sexto lugar en la clase 470.

## Palmarés internacional
| \| Campeonato Mundial \| Campeonato Mundial \| Campeonato Mundial \| Campeonato Mundial \| \| Año \| Lugar \| Medalla \| Clase \| \| ------------------ \| ----------------------- \| ------------------ \| ------------------ \| \| 1993 \| Crozon-Morgat (Francia) \| Medalla de plata \| 470 \| \| Campeonato Europeo \| \| \| \| \| Año \| Lugar \| Medalla \| Clase \| \| 1989 \| Balatonfüred (Hungría) \| Medalla de bronce \| 470 \| |                         |                   |       |
| Campeonato Mundial |                         |                   |       |
| Año | Lugar                   | Medalla           | Clase |
| 1993 | Crozon-Morgat (Francia) | Medalla de plata  | 470   |
| Campeonato Europeo |                         |                   |       |
| Año | Lugar                   | Medalla           | Clase |
| 1989 | Balatonfüred (Hungría)  | Medalla de bronce | 470   |